# Basket Zaragoza 2002
Basket Zaragoza 2002, S.A.D. – hiszpański profesjonalny klub koszykarski, z bazą w Saragossie w regionie Aragonii. Obecnie uczestnik ligi ACB, a swoje mecze rozgrywają na Pabellón Príncipe Felipe.

## Trenerzy
| Nar.      | Trener                   | Sezon                 |
| --------- | ------------------------ | --------------------- |
| Hiszpania | José Luis Abós García    | 2009–2014             |
| Hiszpania | Alberto Angulo Espinosa  | 2008–2009             |
| Hiszpania | Alfred Julbe Bosch       | 2002–2004 i 2005–2006 |
| Hiszpania | Jesús Alfonso Mateo Díez | 2006–2007             |
| Hiszpania | José Luis Oliete Terraz  | 2002–2003             |
| Hiszpania | Óscar Quintana Viar      | 2004–2005             |
| Hiszpania | Joaquín Ruiz Lorente     | od 2014               |
| Hiszpania | Francisco Segura Gómez   | 2007–2009             |
| Serbia    | Ranko Žeravica           | 2002–2003             |

## Sezon po sezonie
| Sezon   | Poziom | Liga     | Poz. | Specjalne                | Puchary                  |
| ------- | ------ | -------- | ---- | ------------------------ | ------------------------ |
| 2002–03 | 2      | LEB Oro  | 14   | Brak awansu do playoffów | –                        |
| 2003–04 | 2      | LEB Oro  | 4    | Awans do playoffów       | Copa Príncipe zwycięstwo |
| 2004–05 | 2      | LEB Oro  | 6    | Awans do playoffów       | Copa Príncipe półfinał   |
| 2005–06 | 2      | LEB Oro  | 4    | Awans do playoffów       | –                        |
| 2006–07 | 2      | LEB Oro  | 3    | Awans do playoffów       | –                        |
| 2007–08 | 2      | LEB Oro  | 1    | Awans                    | Copa Príncipe półfinał   |
| 2008–09 | 1      | Liga ACB | 17   | Spadek                   | Supercopa finał          |
| 2009–10 | 2      | LEB Oro  | 1    | Awans                    | –                        |
| 2010–11 | 1      | Liga ACB |      |                          | –                        |